# Палм-Спрінгс (Флорида)
Палм-Спрінгс (англ. Palm Springs) — селище (англ. village) в США, в окрузі Палм-Біч штату Флорида. Населення — 26 890 осіб (2020).

## Географія
Палм-Спрінгс розташований за координатами 26°38′21″ пн. ш. 80°5′44″ зх. д. / 26.63917° пн. ш. 80.09556° зх. д. (26.639232, -80.095581).  За даними Бюро перепису населення США в 2010 році селище мало площу 8,66 км², з яких 8,55 км² — суходіл та 0,11 км² — водойми. В 2017 році площа становила 11,01 км², з яких 10,89 км² — суходіл та 0,12 км² — водойми.

## Демографія
Згідно з переписом 2010 року, у селищі мешкало 18 928 осіб у 7336 домогосподарствах у складі 4725 родин. Густота населення становила 2185 осіб/км².  Було 8823 помешкання (1018/км²).
Расовий склад населення:
| - 72,7 % — білих - 12,1 % — чорних або афроамериканців - 1,7 % — азіатів - 0,5 % — корінних американців - 0,1 % — вихідців з тихоокеанських островів - 9,0 % — осіб інших рас |

До двох чи більше рас належало 3,9 %. Частка іспаномовних становила 50,6 % від усіх жителів.
За віковим діапазоном населення розподілялося таким чином: 23,7 % — особи молодші 18 років, 63,6 % — особи у віці 18—64 років, 12,7 % — особи у віці 65 років та старші. Медіана віку мешканця становила 36,2 року. На 100 осіб жіночої статі у селищі припадало 93,1 чоловіків;  на 100 жінок у віці від 18 років та старших — 89,0 чоловіків також старших 18 років.
Середній дохід на одне домашнє господарство  становив 41 834 долари США (медіана — 34 193), а середній дохід на одну сім'ю — 45 580 доларів (медіана — 36 289). Медіана доходів становила 31 019 доларів для чоловіків та 25 527 доларів для жінок. За межею бідності перебувало 24,4 % осіб, у тому числі 32,3 % дітей у віці до 18 років та 21,6 % осіб у віці 65 років та старших.
Цивільне працевлаштоване населення становило 10 276 осіб. Основні галузі зайнятості: роздрібна торгівля — 18,0 %, освіта, охорона здоров'я та соціальна допомога — 15,5 %, будівництво — 12,7 %, мистецтво, розваги та відпочинок — 12,0 %.